# Фридрих I фон Бланкенхайм
Фридрих I фон Бланкенхайм (на немски: Friedrich I von Blankenheim; * пр. 1241; † сл. 1275) е господар на Бланкенхайм в Айфел.

## Произход
Той е син на Герхард IV, господар на Бланкенхайм († сл. 1248) и съпругата му Юта фон Хаймбах-Хенгенбах († сл. 1252), дъщеря на Еберхард II фон Хенгенбах, фогт фон Ховен († сл. 1218) и Юта фон Юлих († 1218). Сестра му Юта фон Бланкенхайм († пр. 1252) е омъжена за Дитрих II фон Изенбург-Кемпених († ок. 1251).
През ранния 14 век господарите на Бланкенхайм са роднини с графовете на Люксембург и така с императорската фамилия Люксембург. През 1380 г. фамилията фон Бланкенхайм е издигната на графове. През 1406 г. умира старата графска линия фон Бланкенхайм. До 1468 г. територията е управлявана от младата линия Бланкенхайм, която е роднина с херцозите на Юлих. От 1469 до 1780 г. управлява третият клон на рода с графовете фон Мандершайд-Бланкенхайм.

## Фамилия
Фридрих I фон Бланкенхайм се жени за графиня Мехтилд фон Близкастел († сл. 1258), дъщеря на граф Хайнрих фон Близкастел († 1237) и Агнес фон Сайн († 1266), дъщеря на Хайнрих II фон Сайн († 1203) и Агнес фон Зафенбург († 1201). Те имат децата:
- Герхард V фон Бланкенхайм (* пр. 1267; † сл. 10 август 1309), господар на Бланкенхайм, женен на 20 януари 1272 г. за Ирмезинда Люксембургска († сл. 1308) или Ирмгард фон Дюрбюи
- Конрад (* пр. 1261; † пр. 1267)
- Арнолд (* пр. 1267; † 1312)
- ? Дитрих († сл. 1275)
- Юта фон Бланкенхайм († сл. 1284), омъжена пр. 1 май 1282 г. за Хайнрих фон Шьонекен, господар на Шьонекен († сл. 1296)
- ? Филип († сл. 1299)